# Тяга (авиация)

Четыре силы, действующие на самолёт

Тяга самолёта (англ. plane thrust) — сила, которая вырабатывается двигателями и толкает самолёт сквозь воздушную среду. Тяге противостоит лобовое сопротивление. В установившемся прямолинейном горизонтальном полёте они приблизительно равны. Если пилот увеличивает тягу, добавляя обороты двигателей, и сохраняет постоянную высоту, тяга превосходит сопротивление воздуха. Самолёт при этом ускоряется. Довольно быстро сопротивление увеличивается и вновь уравнивает тягу. Самолёт стабилизируется на постоянной, но более высокой скорости. Тяга — важнейший фактор для определения скороподъёмности самолёта (как быстро он может набирать высоту). Вертикальная скорость набора высоты зависит не от величины подъёмной силы, а от того, какой запас тяги имеет самолёт.
Тяга (сила тяги) — действующая (движущая) сила, развиваемая на земле или в воздухе движителем (воздушным винтом или реактивным двигателем), установленным на летательном аппарате, в зависимости от режима полёта и оборотов вала (ротора) двигателя.
В аэродинамическом расчёте приняты следующие определения тяги: потребная, располагаемая и избыточная.